# تشهار طاق بايين (كهن أباد)
تشهار طاق بایین (بالفارسية: چهارطاق پایین) هي منطقة سكنية تقع في إيران في قسم کهن أباد الريفي.